# Чакрян, Хорен Абрамович
Хоре́н Абра́мович Чакря́н (15 июня 1925, село Багрыпста, Гагрский район, ССР Абхазия, СССР — 19 февраля 2018, Сочи, Россия) — советский передовик производства, колхозник колхоза имени Жданова Гагрского района Абхазской АССР, Герой Социалистического Труда (1966).

## Биография
Родился 15 июня 1925 года в селе Багрипш Гагрского района Абхазской АССР в армянской семье.
С 1941 года в период Великой Отечественной войны, Х. А. Чакрян в возрасте шестнадцати лет по мобилизации был призван в ряды Рабоче-Крестьянской Красной армии и направлен в действующую армию на фронт. Участник Великой Отечественной войны в составе 387-го батальон связи, служил связистом, был участником обороны Кавказа. За участие в войне был награждён орденом Отечественной войны 2-й степени.
С 1948 года после демобилизации из рядов Советской армии устроился работать колхозником в полеводческую бригаду, позже был назначен руководителем звена по выращиванию табака колхоза имени А. А. Жданова Гагрского района Абхазской АССР. Под руководством Х. А. Чакряна полеводческое звено стало одним из лучших в колхозе и постоянно перевыполняло взятые на себя обязательства по выращиванию табака, получая более 15 центнеров с гектара. В период проведения седьмой пятилетки (1959—1965), в 1965 году звеном под руководством Х. А. Чакряна было получено по восемнадцать центнеров с гектара на площади одиннадцати гектаров.
2 апреля 1966 года Указом Президиума Верховного Совета СССР «за достигнутые успехи в развитии сельского хозяйства, промышленности и науки Грузинской ССР» Хорен Абрамович Чакрян был удостоен звания Героя Социалистического Труда с вручением Ордена Ленина и золотой медали «Серп и Молот».
В последующие годы вплоть до выхода на заслуженный отдых Х. А. Чакрян продолжал трудиться в колхозе Гагрского района Абхазской АССР, был постоянным участником во Всесоюзной выставке достижений народного хозяйства (ВДНХ СССР) в Москве.
После выхода на заслуженный отдых проживал в посёлке Цандрыпш/Гантиади Республика Абхазия.
Скончался 19 февраля 2018 года в Абхазии.

## Награды
- Медаль «Серп и Молот» (02.04.1966)
- Орден Ленина (02.04.1966)
- Орден Отечественной войны 2-й степени (11.03.1985)
- Медаль «За оборону Кавказа» ((01.05.1944)